# Kai Burger
Kai Burger (* 9. November 1992 in Köln) ist ein deutscher Fußballspieler.

## Karriere
Nach seinen Anfängen in der Jugend der TFG Köln-Nippes 1878 und beim SC West Köln spielte er bei verschiedenen Vereinen in Köln und Umgebung, unter anderem bei der SG Köln-Worringen, dem SV Bergisch Gladbach 09 und dem FC Bergheim 2000, ehe er im Sommer 2016 in die zweite Mannschaft des SC Fortuna Köln wechselte. Dort kam er auch zu einem Einsatz im Profibereich, als er am 15. Dezember 2017, dem 20. Spieltag der 3. Liga, beim 1:1-Unentschieden beim VfR Aalen in der 78. Spielminute für Michael Kessel eingewechselt wurde. Im Sommer 2018 wechselte Burger zur SpVg Frechen 20, einem Verein, der gerade in die Mittelrheinliga aufgestiegen war. Nach einer Saison wechselte er zur zweiten Mannschaft des FC Viktoria Köln in die Landesliga. Im Sommer 2020 wechselte er zurück in die Mittelrheinliga zum FC Pesch.